# 紫果冷杉
紫果冷杉（学名：Abies recurvata）是松科冷杉属的植物，为中国的特有植物。分布于中国大陆的甘肃、四川：松潘等地，生长于海拔2,300米至3,600米的地区，见于山谷和阴坡，目前已由人工引种栽培。

## 别名
岷江冷杉（中国树木分类学）